# Franchise tag
Il termine franchise tag, usato nella National Football League, indica la designazione che una squadra può assegnare prima dell'inizio della stagione ad un singolo giocatore.
Se il tag è esclusivo (in inglese: franchise tag) il giocatore, che sarebbe altrimenti finito nella lista dei free agent, viene tolto da tale lista e nessuna altra squadra può richiederlo per l'intero periodo delle trattative di mercato.
Se il tag è non esclusivo (in inglese: transition tag) il giocatore può comunque essere contattato da altre squadre ma a quel punto la squadra di provenienza può decidere se eguagliare l'offerta e quindi tenersi il giocatore o se rinunciare guadagnando la prima scelta del team a cui andrà il giocatore per i draft dei due anni successivi
La squadra che fa questa scelta si impegna a pagare al giocatore uno stipendio pari alla media dei cinque più alti stipendi pagati ai giocatori del suo stesso ruolo. I più pagati sono solitamente i quarterback.